# Spoorlijn Essen-Bergeborbeck - Essen Nord
De spoorlijn Essen-Bergeborbeck - Essen Nord was een Duitse spoorlijn en was als spoorlijn 2177 onder beheer van DB Netze.

## Geschiedenis
Het traject werd door de Cöln-Mindener Eisenbahn-Gesellschaft geopend op 11 november 1868. Het gedeelte tussen Bergeborbeck en Essen-Krupp is sinds 1962 gesloten. Het gedeelte van Essen-Krupp tot Essen Nord werd gesloten op 15 december 2002.

## Aansluitingen
In de volgende plaatsen is of was er een aansluiting op de volgende spoorlijnen:
Essen-Bergeborbeck
DB 2241, spoorlijn tussen aansluiting Essen-Horl en Essen-Bergeborbeck
DB 2650, spoorlijn tussen Keulen en Hamm
Essen-Krupp
DB 2170, spoorlijn tussen Essen-Altenessen en Essen Nord
Essen Nord
DB 2170, spoorlijn tussen Essen-Altenessen en Essen Nord
DB 2171, spoorlijn tussen Essen Nord en Essen-Stoppenberg
DB 2505, spoorlijn tussen Krefeld en Bochum